# Maxillaria subulifolia
Maxillaria subulifolia är en orkidéart som beskrevs av Rudolf Schlechter. Maxillaria subulifolia ingår i släktet Maxillaria och familjen orkidéer. Inga underarter finns listade i Catalogue of Life.